# Exército de Libertação do Baluchistão

Bandeira do Baluchistão.

O Exército de Libertação do Baluchistão (também Exército de Libertação Balúchi ou ELB) é uma organização terrorista com base no Baluchistão, uma região montanhosa do Paquistão ocidental. O Exército de Libertação do Baluchistão se tornou de conhecimento público durante o verão de 2000, depois que reivindicou a autoria de uma série de atentados às autoridades paquistanesas.
O grupo é dirigido atualmente por Hyrbyair Marri e tem uma força estimada de 500 militantes.

## Ataques
Em 6 de outubro de 2024, dois cidadãos chineses, que eram parte de um grupo dos trabalhadores da construção de usinas de energia em Port Qasim, perto de Karachi, foram mortos e várias outras 10 pessoas ficaram feridas ambos por uma bomba instalada em um veículo, próximo ao aeroporto de Karachi, no Paquistão. O Exército de Libertação do Baluchistão (ELB) assumiu a responsabilidade.